# 2181 Fogelin
2181 Fogelin (1942 YA) là một tiểu hành tinh vành đai chính được phát hiện ngày 28 tháng 12 năm 1942 bởi K. Reinmuth ở Heidelberg.